# クロード・プイエ

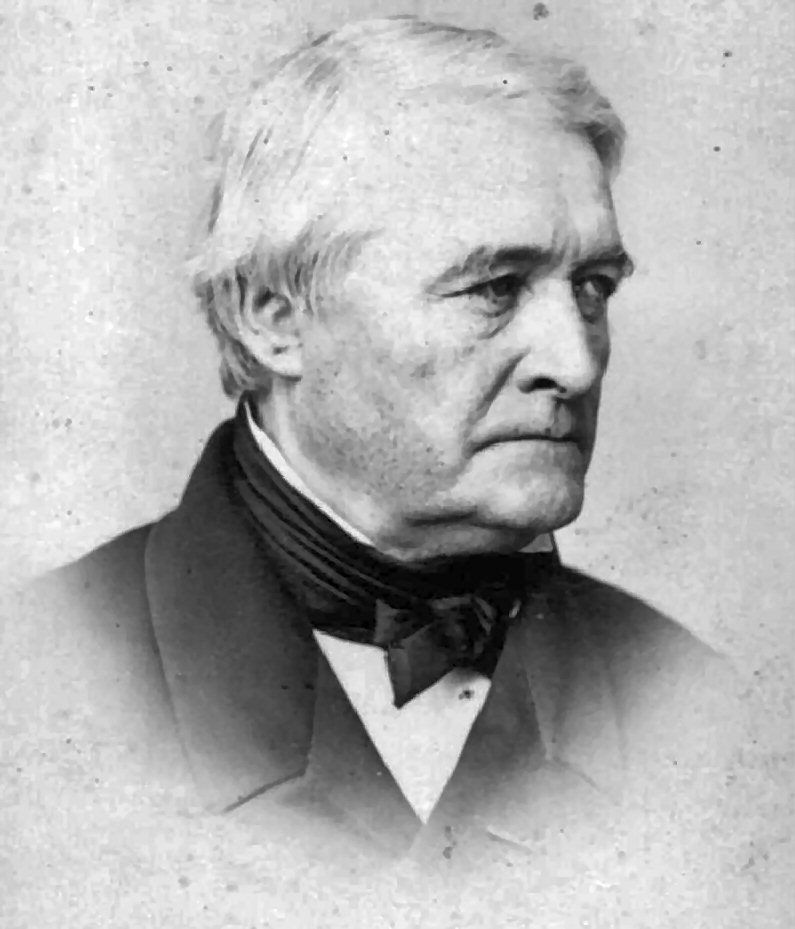
Claude Servais Mathias Pouillet.

クロード・プイエ（Claude Servais Mathias Pouillet, 1791年2月16日 - 1868年6月14日）は、フランスの物理学者。電流計や熱量計を発明し太陽からの放射を測定した。

## 生涯
ドゥー県のCusanceに生まれた。高等師範学校で学んだ。高等師範学校の物理学の教授をつとめ、1832年から1848年国立工芸院(Conservatoire National des Arts et Métiers)の副所長などを務めた。
1837年から1838年にかけて、ジョン・ハーシェルとは独立に太陽からの熱量（太陽定数）の最初の計測を行い、1228 W/m2の値を得た。これは現在の値1367 W/m2よりも小さい。（現在の値の半分であったという資料もある）この値を使い、太陽が一定の比熱で熱を失っていくというモデルで、太陽の表面の温度を1800°Cと見積もったが、これはヨーゼフ・シュテファンによって1879年に求められた、現在考えられている値5430°Cよりも非常に低い値であった。
著書に1856年に出版したÉléments de physique expérimentale et de météorologieがある。